# Асанов, Бектур Жантороевич
Бектур Жантороевич Асанов — губернатор Джалал-Абадской области, посол Киргизии в Пакистане. Родился в Сузакском районе Джалал-Абадской области. Принимал активное участие в Тюльпановой революции. Возглавлял Госагентство Кыргызстана по физкультуре и спорту, делам молодежи и защите детей, ранее избирался депутатом Жогорку Кенеша.
14 апреля 2010 года сменил на посту губернатора Шакира Асанова, назначение произошло на курултае сторонников временного правительства в Базар-Коргонском районе в 35 километрах от Джалал-Абада. В мае 2010 года был избит на митинге сторонниками свергнутого президента Бакиева
Женат, воспитывает четверых детей.

## Награды
- Медаль «Данк» (30 ноября 2011 года) — за гражданскую ответственность и мужество, проявленные в годы борьбы с авторитарными семейно-клановыми режимами, последовательное отстаивание идей демократии, свободы слова и мирных собраний, активное участие в проведении конституционной реформы, формировании основ парламентской демократии, а также в связи с успешным завершением переходного периода, после Апрельской Народной революции 2010 года[4]